# دوري كرة القدم النرويجي الدرجة الأولى 1979
دوري كرة القدم النرويجي الدرجة الأولى 1979 (بالنرويجية: 2. divisjon fotball for menn 1979)‏ هو الموسم 31 من الدوري النرويجي الدرجة الأولى. أشرف على تنظيمه اتحاد النرويج لكرة القدم، وكان عدد الأندية المشاركة فيه 24، وفاز فيه نادي فريدريكستاد.